# Haas VF-19
Der Haas VF-19 ist der Formel-1-Rennwagen von Haas für die Formel-1-Weltmeisterschaft 2019. Er ist der vierte Formel-1-Wagen des Teams. Erste Bilder des Wagens wurden am 7. Februar 2019 in London gezeigt, das Fahrzeug selbst wurde zu Beginn der Vorsaisontests am 18. Februar 2019 auf dem Circuit de Barcelona-Catalunya der Öffentlichkeit vorgestellt.
Die Bezeichnung des Wagens ist eine Anspielung auf die VF-1, die erste CNC-Maschine, die Haas Automation produzierte. Obwohl das V dabei für vertical steht, wurde der Name der Maschine firmenintern als Abkürzung für Very First One (deutsch: Allererste) verwendet.

## Technik und Entwicklung
Wie alle Formel-1-Fahrzeuge des Jahres 2019 ist der VF-19 ein hinterradangetriebener Monoposto mit einem Monocoque aus kohlenstofffaserverstärktem Kunststoff (CFK). Außer dem Monocoque bestehen auch viele weitere Teile des Fahrzeugs, darunter die Karosserieteile und das Lenkrad aus CFK. Auch die Bremsscheiben sind aus einem mit Kohlenstofffasern verstärkten Verbundwerkstoff.
Der VF-19 ist das Nachfolgemodell des VF-18. Da das technische Reglement zur Saison 2019 weitgehend stabil blieb, ist das Fahrzeug größtenteils eine Weiterentwicklung des Vorgängermodells.
Angetrieben wird der VF-19 von einem in der Fahrzeugmitte montierten 1,6-Liter-V6-Motor von Ferrari mit einem Turbolader sowie einem 120 kW starken Elektromotor, es ist also ein Hybridelektrokraftfahrzeug. Das sequentielle Getriebe des Wagens wird von Ferrari geliefert und hat acht Gänge. Der Gangwechsel wird über Schaltwippen am Lenkrad ausgelöst. Zusätzlich verwendet Haas auch die Hinterradaufhängung von Ferrari. Das Fahrzeug hat nur zwei Pedale, ein Gaspedal (rechts) und ein Bremspedal (links). Genau wie viele andere Funktionen wird die Kupplung, die nur beim Anfahren aus dem Stand verwendet wird, über einen Hebel am Lenkrad bedient.
Die Gesamtbreite des Fahrzeugs beträgt 2000 mm, die Breite zwischen Vorder- und Hinterachse 1600 mm, die Höhe 950 mm. Der Frontflügel hat eine Breite von 2000 mm, der Heckflügel von 1050 mm sowie eine Höhe von 820 mm. Der Diffusor hat eine Gesamthöhe von 175 mm sowie eine Breite von 1050 mm. Der Wagen ist mit 305 mm breiten Vorderreifen und mit 405 mm breiten Hinterreifen des Einheitslieferanten Pirelli ausgestattet, die auf 13-Zoll-Rädern montiert sind.
Der VF-19 hat, wie alle Formel-1-Fahrzeuge seit 2011, ein Drag Reduction System (DRS), das durch Flachstellen eines Teils des Heckflügels den Luftwiderstand des Fahrzeugs auf den Geraden verringert, wenn es eingesetzt werden darf. Auch das DRS wird mit einem Schalter am Lenkrad des Wagens aktiviert.
Der VF-19 ist mit dem Halo-System ausgestattet, das einen zusätzlichen Schutz für den Kopf des Fahrers bietet.

## Lackierung und Sponsoring
Der VF-19 ist überwiegend in Schwarz lackiert. Der Titelsponsor des Teams, Rich Energy, sorgte für goldene Farbakzente. Das Design ist dabei an die Farbgebung angelehnt, die bis Mitte der 1980er-Jahre vom Team Lotus verwendet wurde. Das Logo des Titelsponsors wurde ab dem Großen Preis von Monaco zunächst entfernt, nachdem Rich Energy ein Rechtsstreit um das Logo verloren hatte. Nach dem Großen Preis von Italien wurde auch der Schriftzug des Sponsors nach einer einvernehmlichen Trennung entfernt. Die farblichen Akzente des Sponsors wurden dabei beibehalten.
Weitere auf dem Fahrzeug werbende Sponsoren sind Haas Automation, das Unternehmen von Teambesitzer Gene Haas, sowie Peak AntiFreeze, Bestseller (mit der Marke Jack&Jones), Uhrenhersteller Richard Mille und Pirelli.

## Fahrer
Haas tritt in der Saison 2019 erneut mit den Fahrern Romain Grosjean und Kevin Magnussen an.

## Ergebnisse
| Fahrer                          | Nr.                             | 1   | 2   | 3  | 4   | 5  | 6  | 7  | 8   | 9  | 10  | 11 | 12  | 13 | 14  | 15 | 16  | 17 | 18 | 19  | 20 | 21 | Punkte | Rang |
| ------------------------------- | ------------------------------- | --- | --- | -- | --- | -- | -- | -- | --- | -- | --- | -- | --- | -- | --- | -- | --- | -- | -- | --- | -- | -- | ------ | ---- |
| Formel-1-Weltmeisterschaft 2019 | Formel-1-Weltmeisterschaft 2019 |     |     |    |     |    |    |    |     |    |     |    |     |    |     |    |     |    |    |     |    |    | 28     | 9.   |
| R. Grosjean                     | 08                              | DNF | DNF | 11 | DNF | 10 | 10 | 14 | DNF | 16 | DNF | 7  | DNF | 13 | 16  | 11 | DNF | 13 | 17 | 15  | 13 | 15 | 28     | 9.   |
| K. Magnussen                    | 20                              | 6   | 13  | 13 | 13  | 7  | 14 | 17 | 17  | 19 | DNF | 8  | 13  | 12 | DNF | 17 | 9   | 15 | 15 | 18* | 11 | 14 | 28     | 9.   |

| Legende  | Legende            | Legende                                                          |
| Farbe    | Abkürzung          | Bedeutung                                                        |
| -------- | ------------------ | ---------------------------------------------------------------- |
| Gold     | –                  | Sieg                                                             |
| Silber   | –                  | 2. Platz                                                         |
| Bronze   | –                  | 3. Platz                                                         |
| Grün     | –                  | Platzierung in den Punkten                                       |
| Blau     | –                  | Klassifiziert außerhalb der Punkteränge                          |
| Violett  | DNF                | Rennen nicht beendet (did not finish)                            |
| Violett  | NC                 | nicht klassifiziert (not classified)                             |
| Rot      | DNQ                | nicht qualifiziert (did not qualify)                             |
| Rot      | DNPQ               | in Vorqualifikation gescheitert (did not pre-qualify)            |
| Schwarz  | DSQ                | disqualifiziert (disqualified)                                   |
| Weiß     | DNS                | nicht am Start (did not start)                                   |
| Weiß     | WD                 | zurückgezogen (withdrawn)                                        |
| Hellblau | PO                 | nur am Training teilgenommen (practiced only)                    |
| Hellblau | TD                 | Freitags-Testfahrer (test driver)                                |
| ohne     | DNP                | nicht am Training teilgenommen (did not practice)                |
| ohne     | INJ                | verletzt oder krank (injured)                                    |
| ohne     | EX                 | ausgeschlossen (excluded)                                        |
| ohne     | DNA                | nicht erschienen (did not arrive)                                |
| ohne     | C                  | Rennen abgesagt (cancelled)                                      |
| ohne     | keine WM-Teilnahme |                                                                  |
| sonstige | P/fett             | Pole-Position                                                    |
| sonstige | 1/2/3/4/5/6/7/8    | Punktplatzierung im Sprint-/Qualifikationsrennen                 |
| sonstige | SR/kursiv          | Schnellste Rennrunde                                             |
| sonstige | *                  | nicht im Ziel, aufgrund der zurückgelegten Distanz aber gewertet |
| sonstige | ()                 | Streichresultate                                                 |
| sonstige | unterstrichen      | Führender in der Gesamtwertung                                   |